# Матвеевская, Ольга Александровна
Ольга Александровна Матвеевская  (1882 — ?) —  учительница, эсерка, депутат Всероссийского учредительного собрания.

## Биография
Родом из мещан, отец чиновник. Получила домашнее образование. Подавала документы  о приеме на Историко-философский факультет Московских высших женских курсов, данных об окончании нет. Проживала в Прилуках Полтавской губернии. Учительница гимназии Федоренко на Садовой улице в этом городе. Член партии эсеров-максималистов. С 1907 года под полицейским надзором, была сослана в Архангельск. В августе 1917 года делегат VII Совета партии социалистов-революционеров. В 1917 году избрана во Всероссийское учредительное собрание в Орловском избирательном округе по списку № 3 (эсеры и Совет Крестьянских депутатов). Одна из 10 женщин, избранных из почти 800 депутатов Учредительного собрания. Участница его единственного заседания 5 января 1918 года. Западные источники указывают, что Ольга Матвеевская погибла в сталинском лагере или тюрьме.